# 法蘭西斯·金朵
法蘭西斯‧金朵（英語：Francis Kiddle，1942年—2015年10月21日），英国集郵家。

## 生平
早年从事航天工业，曾在英国国防部国防评估与研究局任职，并于1997年退休。1977年，成为伦敦皇家集邮协会理事会成员。1994年至1996年，担任伦敦皇家集邮协会主席。1996年至2005年，担任英国集邮信托基金会主席。1996年至2000年，担任国际集邮联合会航天集邮分会秘书。2000年至2008年，担任国际集邮联合会集邮文献委员会主席。2001年获得英国皇家邮政终身成就奖。
2015年8月确诊肺癌，10月21日逝世。